# Монтжуїк (фунікулер)
41°22′30″ пн. ш. 2°10′07″ сх. д. / 41.375° пн. ш. 2.1686° сх. д.
Фунікулер Монтжуїк (кат. Funicular de Montjuïc; ісп. Funicular de Montjuic) — фунікулер у місті Барселона, Каталонія, Іспанія. Фунікулер прокладено головним чином через тунель і сполучає станцію метро «Параллел» Барселони (з пересадкою на лінії L2 і L3) з пагорбом Монтжуїк та різними спортивними спорудами та іншими визначними пам'ятками.
Верхня станція фунікулера прилягає до нижньої станції канатної дороги Монтжуїк, що прямує вгору до станції біля фортеці Монтжуїк на вершині пагорба.
Фунікулер є частиною інтегрованої тарифної мережі Autoritat del Transport Metropolità і вказаний на картах як частина мережі метро. Її експлуатує Transports Metropolitans de Barcelona (TMB), яка також експлуатує більшість ліній метро.
Фунікулер — один із трьох фунікулерів у Барселоні, два інших — фунікулер Вальвідрери та Фунікулер дель-Тібідабо, хоча жоден з них не управляється TMB.

## Технічні параметри
- Конфігурація: одноколійна з роз'їздом між станціями.
- Довжина: 758 м
- Висота: 76 м
- Максимальний кутовий коефіцієнт: 18 %.
- Максимальна швидкість: 10 м/сек.[1]

## Історія
Фунікулер було відкрито в 1928 році для обслуговування Міжнародної виставки 1929 року. Приблизно до 1970 року фунікулер мав другу верхню чергу, яка сполучала нинішню верхню станцію із фортецею Монжуїк. Зараз це сполучення забезпечується канатною дорогою Монжуїк.
Готуючись до літніх Олімпійських ігор 1992 року, того року фунікулер зазнав реконструкції для обслуговування стадіону Олімпійського стадіону ім. Люїса Кумпаньша та інших олімпійських споруд, побудованих на пагорбі Монтжуїк.